# Communauté de communes du Moyen Grésivaudan
La communauté de communes du Moyen Grésivaudan (la COSI) était une communauté de communes française, située dans le département de l'Isère et la région Rhône-Alpes. 
Depuis le 1er janvier 2009 elle a fusionné avec la Communauté de communes du Pays du Grésivaudan.

## Composition
La COSI regroupait 10 communes :
- Bernin[2]
- Crolles[2]
- Froges[3]
- La Pierre[3]
- La Terrasse[2]
- Le Champ-près-Froges[3]
- Le Versoud[3]
- Lumbin[2]
- Tencin[3]
- Villard-Bonnot[3]